# 国鉄EF55形電気機関車
国鉄EF55形電気機関車（こくてつEF55がたでんききかんしゃ）は、日本国有鉄道（国鉄）の前身である鉄道省が製造した直流用電気機関車である。

## 概要
1936年（昭和11年）に日立製作所、日本車輌製造・東洋電機、川崎車輛で1両ずつ、計3両が製造された。
当時は日本国外の新鋭車両に影響され、国鉄・私鉄を問わず流線形（ストリームライナー）ブームの只中で、蒸気機関車のC53形の1両（43号機）が試験的に流線形に改造されたのを皮切りに、C55形の20 - 40号機が流線形で製造されたほか、電車ではモハ52系、気動車ではキハ43000形が次々と登場している時代であり、本形式もそのような流れの中で製造されたものである。
愛称は「ムーミン」であるが、これは1986年に復帰した頃に、トーベ・ヤンソン原作のアニメや絵本のキャラクター「ムーミン（ムーミン・トロール）」に外観が似ていることに由来して呼ばれるようになったものである。流線形蒸気機関車に比べ、精悍な風貌とは言いがたいことから、現役時代は「ドタ靴」（チャップリンが一連の喜劇映画で用いていた大振りの靴）・「靴のお化け」あるいは「カバ」などと呼ばれていた。

## 構造

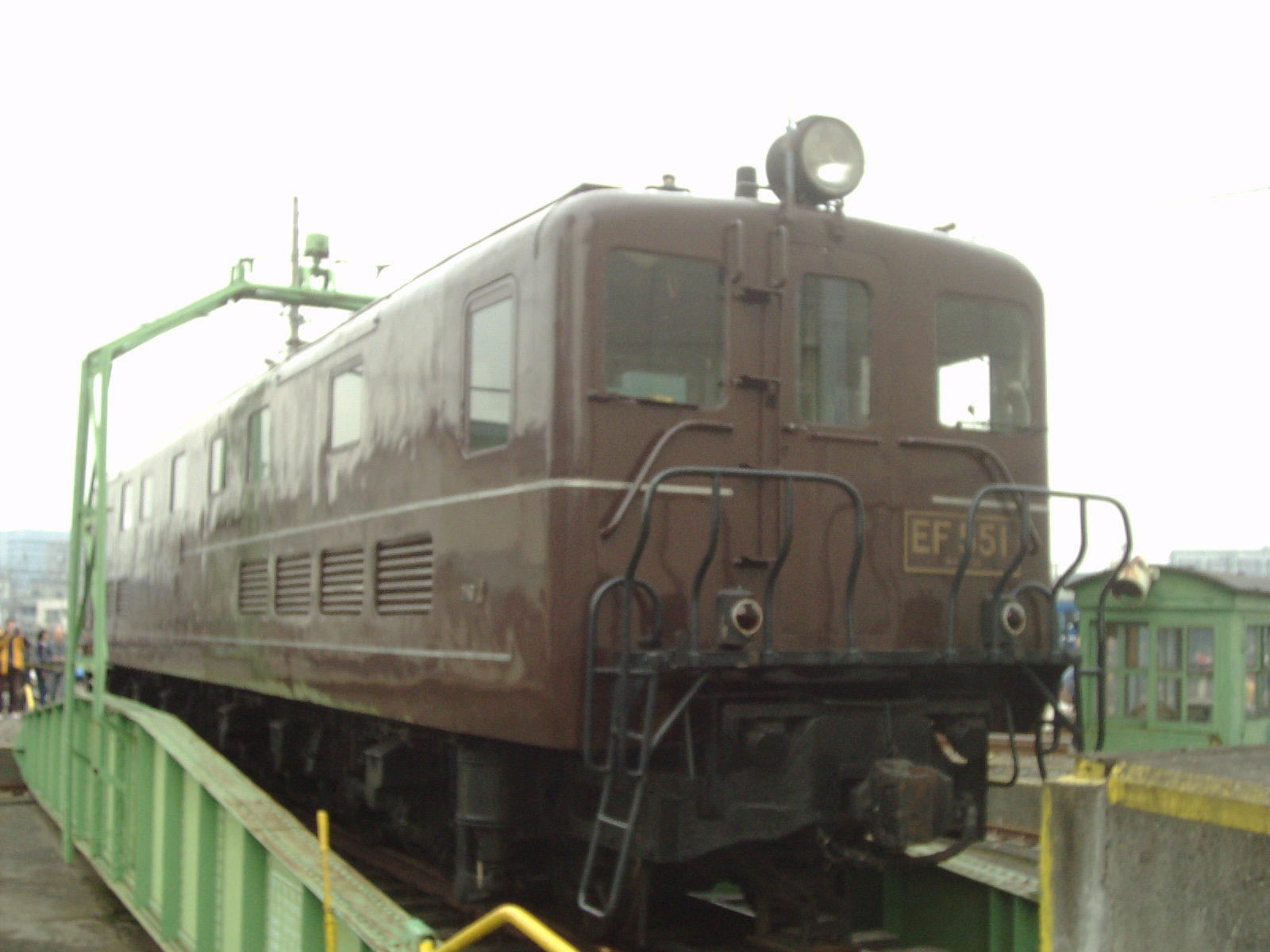
切妻の第2エンド側

流線美を追求するため、車体の組み立てからリベットやボルトを排し、新技術の電気溶接を全面的に導入し、前位側連結器は格納式とされた。当初はペンシルバニア鉄道GG1形を元に、さらに流線の度合いを強めたようなデザインとして計画されていたが、連結面に大きく空間ができてしまうため、現行のデザインとなった。
基本的にはEF53形のメカニズムを踏襲しているが、歯車比はEF53形の2.63に対して2.43とより高速側に振られている。車体は、片側（第1エンド）のみが流線形とされ、反対側（第2エンド）は切妻で、運転台設備は当初構内運転用程度のものしか設置されておらず、前照灯も取り付けられていなかった。このように、常に第1エンド側を先頭にして運転されることから、前部の台車は先輪2軸を有する旅客列車用電気機関車の標準形であるが、第2エンド側は、先輪（従輪と言うべきか）1軸の貨物機用のものを採用しており、前後非対称の特異な軸配置となっている。

## 運用

### 国鉄時代

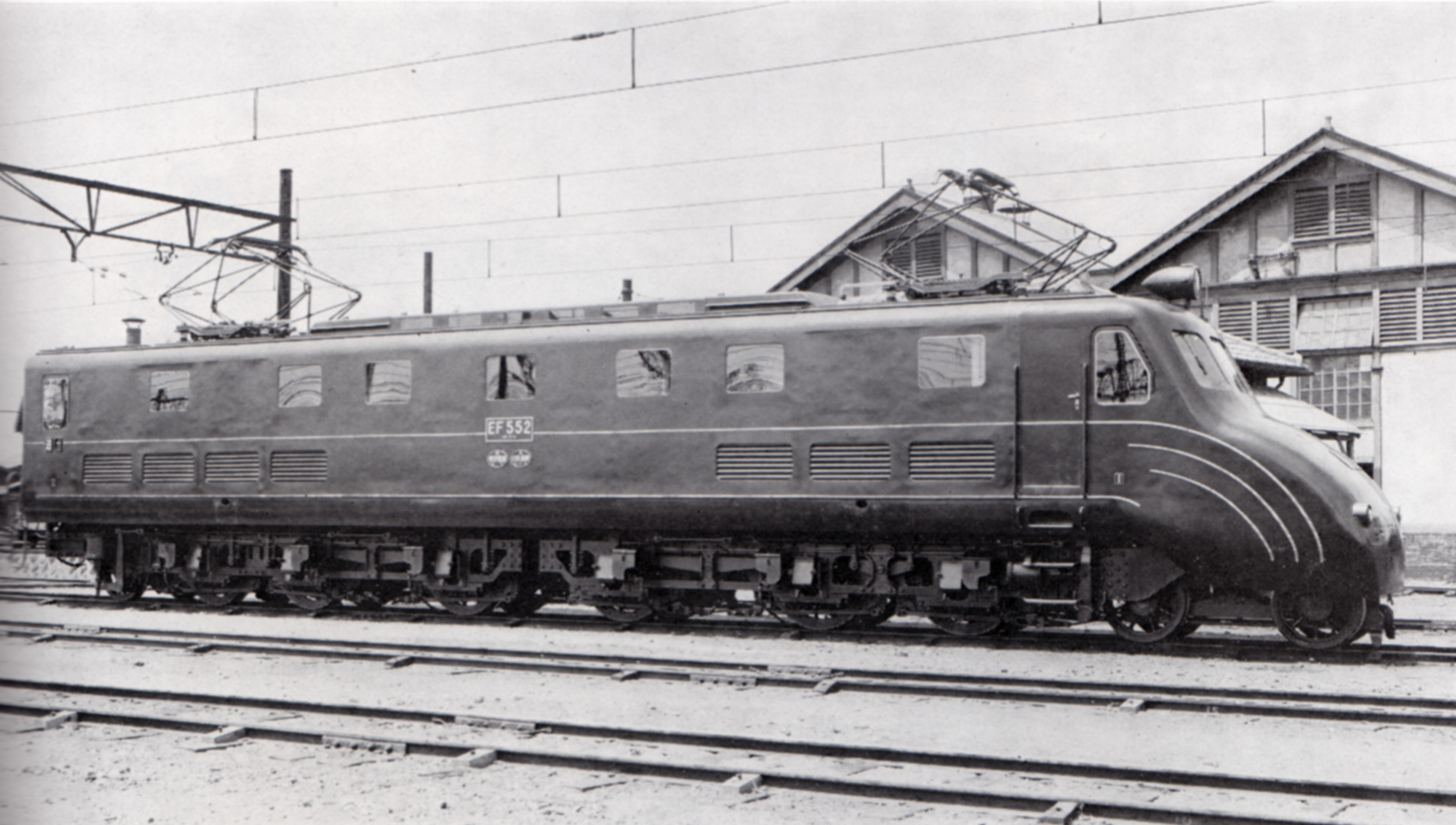
第二次世界大戦前の状態（2号機）

製造当初は沼津機関区に配置され、東海道本線の特急用として「つばめ」「富士」の牽引を中心に、運用の都合それ以外の旅客列車や小荷物列車の牽引にも使用された。しかし、最高速度95km/h程度では流線形による空気抵抗低減の効果が出ないことや、終端駅では電気機関車であるにもかかわらず転車台により方向転換をしなければならないこと、スカートを装着したことで保守に手間がかかることなどにより、わずか3両で製造を打ち切られた。もっとも、これらの不合理は製造前から既に明らかなことであり、一連の流線化は、国鉄技術陣の威信の顕示や、現場の士気発揚、あるいは宣伝などが主目的であった。ただし、空気抵抗に関しては、新製後の1936年（昭和11年）5月に行われた試験により、流線形側を先頭に走行した方が、切妻形側を先頭に走行するより9％空気抵抗が減じたという結果が出ている。流線形にまったく意味がなかったわけではない。
その後、1938年（昭和13年）頃に格納式だった前位側連結器の固定化、後位側運転台を本線運転用に整備するなどの小規模な改造を経て戦後まで東海道本線で使用された。戦後には連合軍専用列車や特急復活試運転列車の牽引にも使用されたが、東海道本線の列車単位が増大したことから1952年（昭和27年）に3両とも高崎第二機関区に転属し、高崎線でEF53形とともに使用されることとなり、第二次世界大戦中に撤去を免れた台車周りのスカートや連結器カバーはこの時期に撤去されただけでなく、後位側を先頭にして短距離の普通列車や貨物列車を運転する例もみられた。
また1954年3月に東海道本線 三島-沼津 で3号機と80系電車を使用した電機車の高速度試験が実施され、続く1955年（昭和30年）には同じく3号機がEH10形とともに東海道本線で120km/h運転の試験に供された。
試験への供用例としては、碓氷峠（信越本線横川 - 軽井沢間）の空転試験列車やED71形の性能試験時に1号機が死重として連結されたこともある。
しかし、保守の不便や方向転換の問題といった問題は残されたことから次第に本形式の運用も減らされ休車となることも多くなり、1960年代に入り次々と廃車されることとなった。1962年（昭和37年）に鉄道開業90年記念として開催された「伸びゆく鉄道科学大博覧会」に際しては1号機が会場となった東京国際見本市会場へ運ばれマイテ39 11を連結した状態で展示されたが、同年に3号機は試作交直流両用電気機関車のED30形 (ED30 1) に機器を流用され解体、残る2両も1964年（昭和39年）に廃車され、2号機は解体、1号機は中央鉄道学園の教習用となった。その後、1号機は1978年（昭和53年）に準鉄道記念物に指定され、既に撤去されていたスカートや連結器カバーが復元された。

### 国鉄末期から民営化後

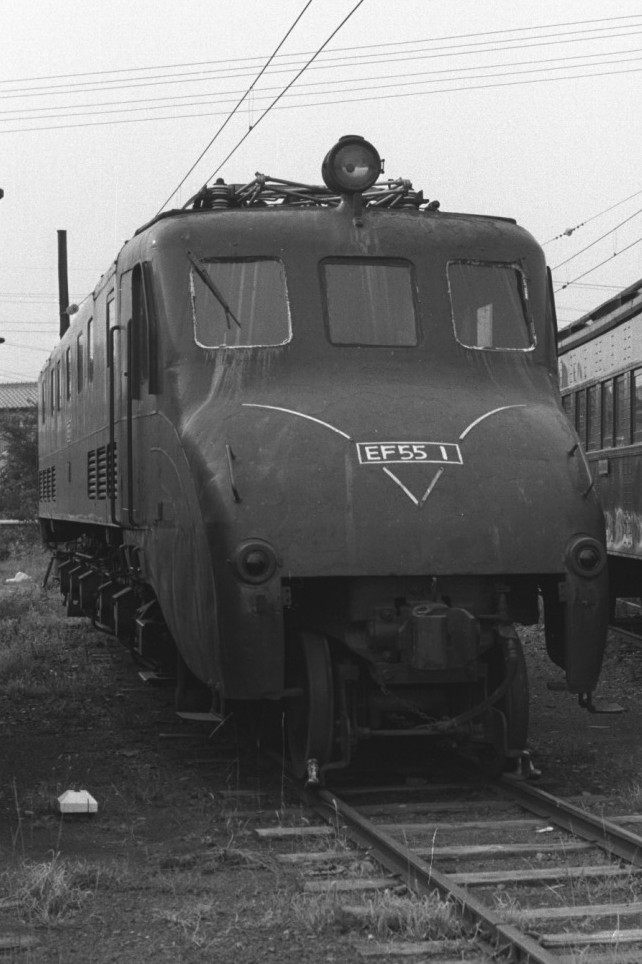
高崎第二機関区留置時代の1号機。ナンバープレートは外されて、同様のものがレタリングされている（1978年）。

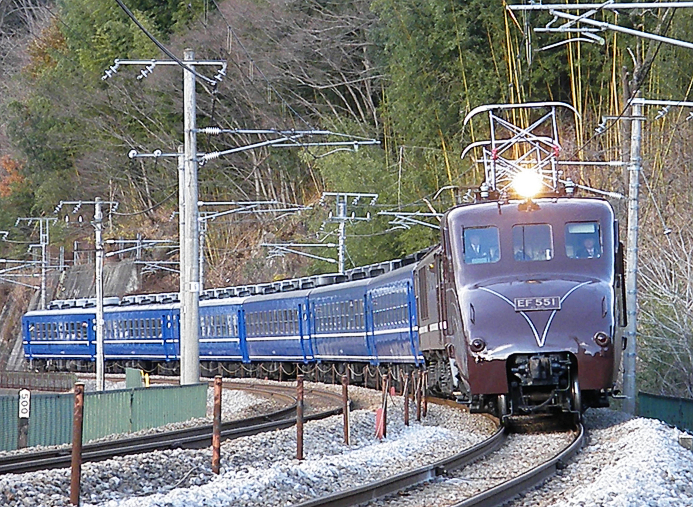
2008年12月上旬に運転された「EL奥利根号」

1号機は長らく中央鉄道学園に静態保存されていたが、後に高崎第二機関区に移され、転車台脇に留置された。長年の屋外留置で外板の塗装も艶がなくなり退色の進んだ状態であったが、1985年（昭和60年）に実施された機関車展示会において、同機関区有志の手により、構内運転が可能な状態にまで整備された。この機関車展示会におけるファン人気を見た国鉄本社は、リバイバルトレインでの運用を前提として1986年（昭和61年）に大宮工場で動態復元、6月24日に車籍を復活させた。翌1987年（昭和62年）4月1日の国鉄分割民営化後は東日本旅客鉄道（JR東日本）に引き継がれ、高崎運転所に配置された。さらに、1992年（平成4年）にATS-Pが搭載された。
その後は、イベントに欠かせない機関車となり、上越線高崎 - 水上間の「EL&SL奥利根号やEF55奥利根号」を中心に、各地で同機を使用した臨時列車が運行された。その際はEF64形 (1001) を補機として連結することが多かった。2006年には、3月25日から4月3日まで千代田区神田須田町にあった交通博物館閉館記念イベントで神田川沿いの旧万世橋駅跡に特別展示された。また、同年12月2日には「EF55形誕生70周年記念号」が上野 - 高崎間で運転された。2007年は「お座敷ゆとり水上号」の高崎 - 水上間を牽引予定だったが、電動空気圧縮機 (CP) の故障によりEF60 19に変更となった。
その後は目立った運用がなかったが、故障箇所の修理と復元工事が実施され、臨時快速列車で同機のさよなら運転が実施された。2009年1月18日のさよなら運転を最後に運用を終了し、高崎車両センターで車籍を残したまま静態保存されていたが、2015年（平成27年）4月12日からさいたま市の鉄道博物館で保存展示されている。この保存を以ってEF55 1は同日付で除籍され、廃形式となった。

1号機は戦時中に機銃掃射を受けた経歴があり、運転台の真上部分にその弾痕が今も残されている。

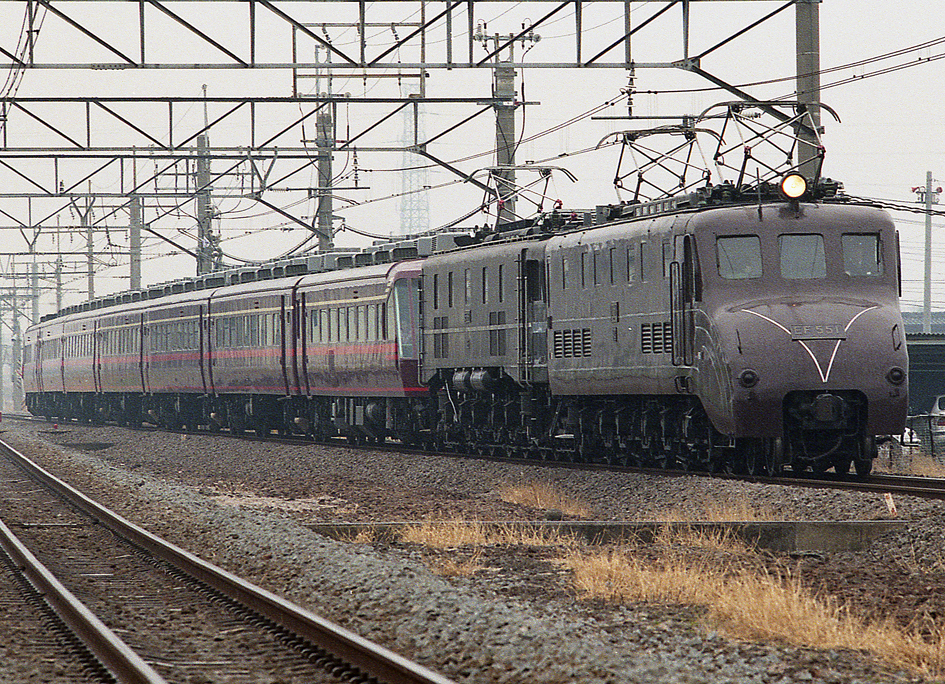
EF55 1+EF58 61牽引「サロンエクスプレス東京」
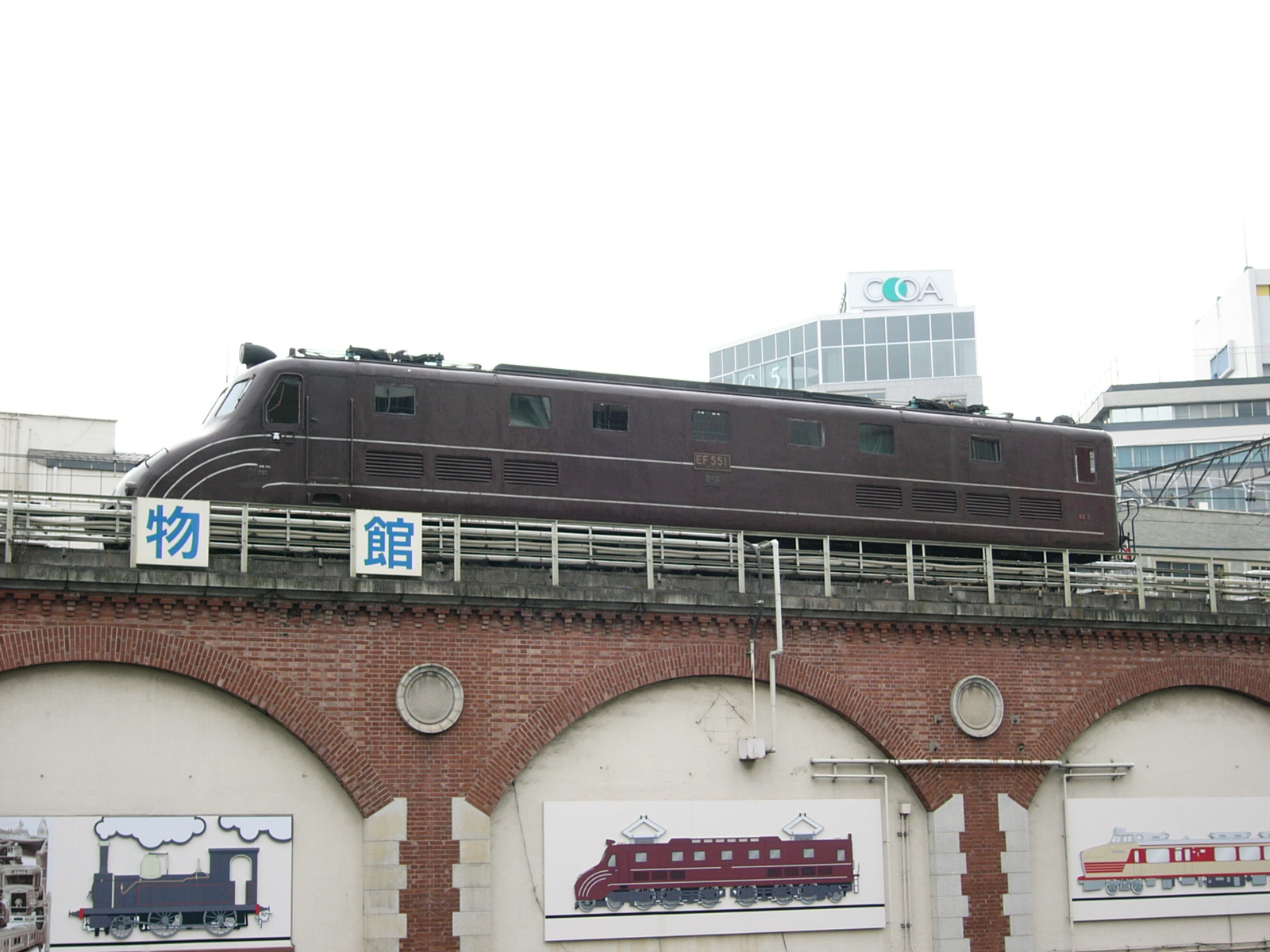
交通博物館に展示されたEF55 1